# كارل سيغورد وينثر
كارل سيغورد وينثر هو شخصية أعمال وسياسي نرويجي، ولد في 6 أكتوبر 1887 في هالدن في النرويج، وتوفي في 22 ديسمبر 1962. نشط حزبياً في حزب المحافظين. وقد انتخب نائب عضو برلمان النرويج ‏ عن دائرة Market towns of Østfold and Akershus counties ‏ وقد انضم خلال فترته النيابية ‏ (1937 – 1945) للكتلة البرلمانية حزب المحافظين.